# Susan Boyle
Susan Magdalane Boyle (West Lothian, Escocia; 1 de abril de 1961) es una cantante británica, que se dio a conocer en 2009, cuando apareció como concursante en la tercera temporada del programa de televisión británico Britain's Got Talent. Boyle saltó casi inmediatamente a la fama mundial cuando cantó «I Dreamed a Dream» del musical Los miserables.
Antes de que ella cantara, el público y los jueces expresaron escepticismo sobre su desaliñada apariencia. Pero cuando comenzó a cantar, su voz fue tan grandiosa que recibió de inmediato la ovación de la audiencia, atrayendo para sí los votos de los jueces Simon Cowell y Amanda Holden, y el "mayor sí que he dado a nadie" de Piers Morgan.
En menos de medio año vendió 10 millones de copias de su primer álbum en todo el mundo, convirtiéndose en el disco más vendido de 2009 y de los más vendidos en 2010. En enero y febrero de 2010 le dieron un disco de oro por vender 30.000 copias de su álbum en México y España respectivamente. Además lanzó ese mismo año otro disco The Gift teniendo el mismo éxito que el anterior. En 2011 estrenó su tercer álbum Someone to Watch Over Me. Ha vendido más de 20 millones de discos en sus tres álbumes.

## Biografía

### Infancia
Susan Boyle nació en el año de 1961 en el pequeño pueblo de Blackburn, West Lothian (Escocia), situado entre Glasgow y Edimburgo. Hija de Patrick, un minero, y Bridget Boyle, una mecanógrafa, ambos escoceses de ascendencia irlandesa. La más joven de cuatro hermanos, Susan nació cuando su madre tenía 47 años. Como resultado de un parto complicado, Susan sufre de hipoxia durante el parto, algo que durante muchos años se relacionó con las dificultades de aprendizaje que sufrió Boyle en su infancia, achacándolas a supuestos daños cerebrales. La misma Susan Boyle aclaró que tiene síndrome de Asperger. "Fue un diagnóstico incorrecto: me dijeron que tenía daño cerebral. Yo siempre supe que era una 'etiqueta' injusta. Ahora entiendo mejor lo que estaba mal y me siento aliviada y un poco más relajada conmigo misma". Comenzó a cantar cuando tenía 12 años; solía cantar en coros y en conciertos escolares. Es una devota católica que participa en las actividades de su parroquia, entre ellas cantar.

### Antecedentes
En 1984, contando con 23 años, Susan Boyle se presenta en escena en el Club Social del Estadio Fir Park, sede del Motherwell FC, participando en un concurso de canto entre los lugareños y visitantes del club de Midlands. En esa ocasión interpreta I Don't Know How To Love Him (No sé cómo amarlo), de la obra Jesucristo Superstar.
Posteriormente en 1995, audiciona en el programa My Kind of People (Mi tipo de gente), un show de talentos, similar a Britain's Got Talent, conducido por el humorista británico Michael Barrymore, interpretando de nuevo I Don't Know How To Love Him. En esa ocasión el conductor del programa no aprecia su calidad por el contrario se burla de Susan, aupado por la risa de la audiencia. 
Julie Febers, que para entonces tenía 18 años y su madre, Elizabeth MacLean, que también audicionaba ese mismo día, han publicado un vídeo inédito grabado con su cámara, dejando para la historia la irrespetuosa actitud del comediante británico hacia uno de sus participantes (ver "Enlaces externos"). En este vídeo se observa la actitud de Susan humilde y probablemente profesional, y a pesar de ser amateur evade las bromas que le jugaba Barrymore para continuar inmutable en su interpretación.

## 2009—2010: Fama mundial y sus dos producciones discográficas

### Britain's Got Talent
A los 47 años de edad, Boyle interpreta una versión de I Dreamed a Dream, del musical Los miserables, en la primera ronda de la tercera serie de Britain's Got Talent, que se transmitió el 11 de abril de 2009. Su actuación fue ampliamente divulgada en Internet, y entre todos los vídeos goza de más de 300.000.000 de reproducciones en el sitio web de YouTube; entre ellos, el vídeo Susan Boyle - Singer - Britains Got Talent 2009 tiene ya más de 249.000.000 de reproducciones. Boyle quedó conmovida y sorprendida por la ovación del público y la acogida de los jurados en su audición, así como la fuerza de su popularidad a partir de ese momento. Salió del escenario, y después de mostrarse profundamente emocionada envió un beso al público.
El 24 de mayo de 2009, Susan apareció de nuevo en Britain's Got Talent, interpretando la pieza melódica Memory, del musical Cats. La acogida por parte del público y del jurado fue excelente, pues recibió favorables críticas. Venció a sus siete rivales a través del concurso de llamadas telefónicas, por lo que pasó directamente a la final.

### Después del concurso

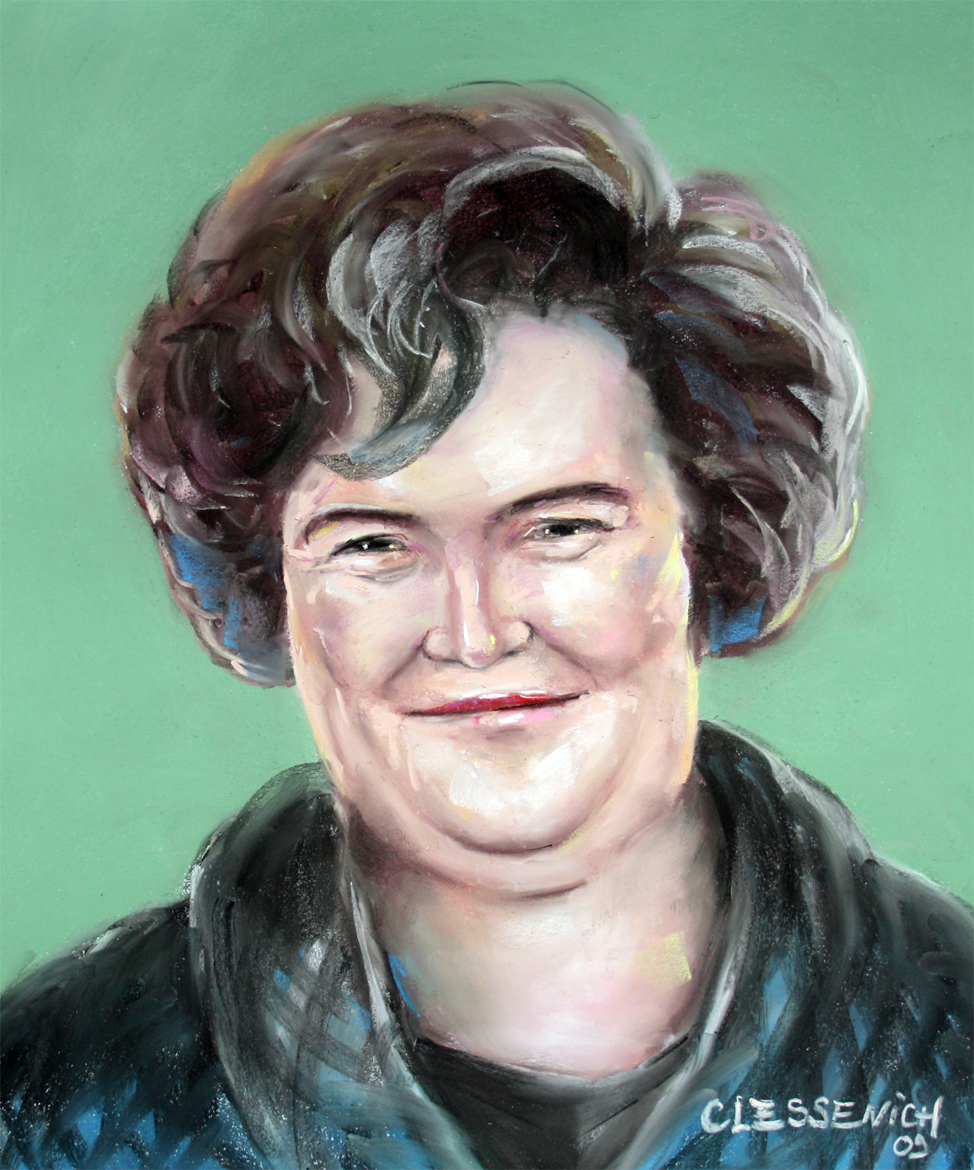
Retrato de Susan Boyle.

El 30 de mayo de 2009 Susan Boyle apareció en la final de Britain's Got Talent, donde quedó en segundo lugar. En esta actuación interpretó nuevamente I Dreamed a Dream del musical Los miserables. Finalmente los ganadores del concurso fueron un grupo de baile llamado Diversity, compuesto por un grupo de jóvenes estudiantes.
Nada más acabar el programa, empezó a dar muestras de comportamiento extraño. Al llegar al hotel, el gerente llamó a la policía. Ante su situación psiquiátrica, y amparándose en la Ley de Salud Mental, los médicos decidieron ingresarla en el centro psiquiátrico The Priory, en Londres, con síntomas de «agotamiento y cansancio emocional». A los pocos días fue dada de alta, ya más relajada, según palabras de su hermano.
El 4 de julio de 2009, Susan cantó para el presidente Barack Obama en conmemoración del día de la Independencia de los Estados Unidos. Esta fue la segunda vez que recibe una invitación de la Casa Blanca, ya que el 10 de mayo (2009) fue invitada a la cena que la Asociación de Corresponsales celebraba en Washington, pero declinó asistir debido a que las normas impuestas por el programa televisivo impiden participar en eventos fuera del país. Además, contaba con varias ofertas a ambos lados del Atlántico, entre ellas hacer una gira por EE. UU..
Susan Boyle actuó en Bellahouston Park en Glasgow y cantó con un gran coro de 800 voces en la misa al aire libre ante 60 mil personas que celebró el Papa Benedicto XVI durante su visita a Escocia.

### Disco debut
Después de varias incógnitas Susan Boyle anunció que su disco debut sería I Dreamed a Dream que incluiría diferentes versiones de algunas canciones exitosas.
Más tarde el disco se convirtió, en Amazon.com, en el álbum más vendido en la preventa el 4 de septiembre de 2009 casi 3 meses antes de la publicación del disco. En Reino Unido, el disco de Susan Boyle fue certificado como el más rápidamente vendido de todos los tiempos con 450.000 copias en un mínimo tiempo, solo superado por Leona Lewis. En Estados Unidos vendió en su primera semana 700.000 copias del disco, rompiendo el récord para el más alto debut de la historia para un solo nuevo artista femenina en la era de SoundScan, superando B'day de Beyoncé que tuvo 541.000 de copias vendidas. A un mes de la salida del CD al mercado, consiguió sobrepasar los 6.000.000 de discos vendidos en todo el mundo, convirtiéndose de esta manera en el álbum más vendido de 2009, superando a The Fame de Lady GaGa que ocupaba dicho puesto hasta el lanzamiento de I Dreamed a Dream.
El disco tuvo dos temas promocionales, el primero fue una versión de la canción de Rolling Stone llamada "Wild Horses" que alcanzó la posición 9 en Reino Unido y la 98 en Billboard de Estados Unidos. El segundo tema promocional fue "I Dreamed a Dream".

### Disco navideño
El lanzamiento de The Gift se realizó el 8 de noviembre de 2010. Boyle dijo que está inspirado en los años 1960, porque le hace sentir en esa época. Fue otro disco de temas reversionados y navideño. El disco vendió en su totalidad casi las 4.000.000 de copias y llegó al número uno en Billboard de Estados Unidos y en el top del Reino Unido. Además de su tema promocional "Perfect Day".

## 2011-presente:Someone to Watch Over Mey cuarto disco
Susan Boyle presentó en el programa America's Got Talent su primer tema promocional «You have to be there», y anunció su tercer disco de estudio titulado Someone to Watch Over Me, que fue estrenado el 7 de noviembre de 2011.
En 2012, publicó el segundo y último tema promocional «Autumn leaves».
El 13 de noviembre de 2012, estrenó su cuarto y último disco titulado Standing Ovation: The Greatest Songs from the Stage. El álbum cuenta con canciones de teatro musical y películas. Además incluye el dueto con Donny Osmond y la estrella de The Phantom of the Opera, Michael Crawford.
Ha publicado su último disco el 6 de diciembre de 2013 en Irlanda, en este sencillo podemos escuchar temas como "O Come, All Ye Faithful" de Elvis Presley para el que expidió los permisos necesarios para versionarlo.
Boyle dijo: "La Navidad es todavía mi época favorita del año - He hallado recuerdos de mis vivencias navideñas con mi familia. Crecí con Elvis sonando en mi casa. Mi padre era un fan entusiasta de Presley. Este tema es para él y para su cariño hacia Elvis".

## Discografía
| Álbumes de estudio - 2009: I Dreamed a Dream - 2010: The Gift - 2011: Someone to Watch Over Me - 2012: Standing Ovation: The Greatest Songs from the Stage - 2013: Home For Christmas - 2014: Hope - 2016: A Wonderful World - 2019: TEN | Sencillos - «Wild Horses» - «I Dreamed a Dream» - «Perfect Day» - «You have to be there» - «Autumn leaves» | Colaboraciones - «Everybody Hurts» (de Helping Haití) |

## Premios y nominaciones
| Año  | Premio                  | Categoría                                     | Resultado |
| ---- | ----------------------- | --------------------------------------------- | --------- |
| 2009 | Premios Virgin Media    | Mejor Artista Femenina                        | Ganadora  |
| 2010 | Premios Juno            | Mejor Álbum Internacional - I Dreamed a Dream | Ganadora  |
| 2010 | Premios People's Choice | Mejor Artista Nuevo                           | Ganadora  |
| 2010 | Premios Oye!            | General Inglés - Revelación del Año           | Ganadora  |
| 2011 | Premios Grammy          | Mejor Álbum Vocal Pop – I Dreamed a Dream     | Nominada  |
| 2011 | Premios Billboard       | Top Billboard 200 Album - The Gift            | Ganadora  |
| 2011 | Premios Billboard       | Top Billboard 200 Artist                      | Ganadora  |
| 2012 | World Music Awards      | Mejor Artista Femenina                        | Ganadora  |